# スキール

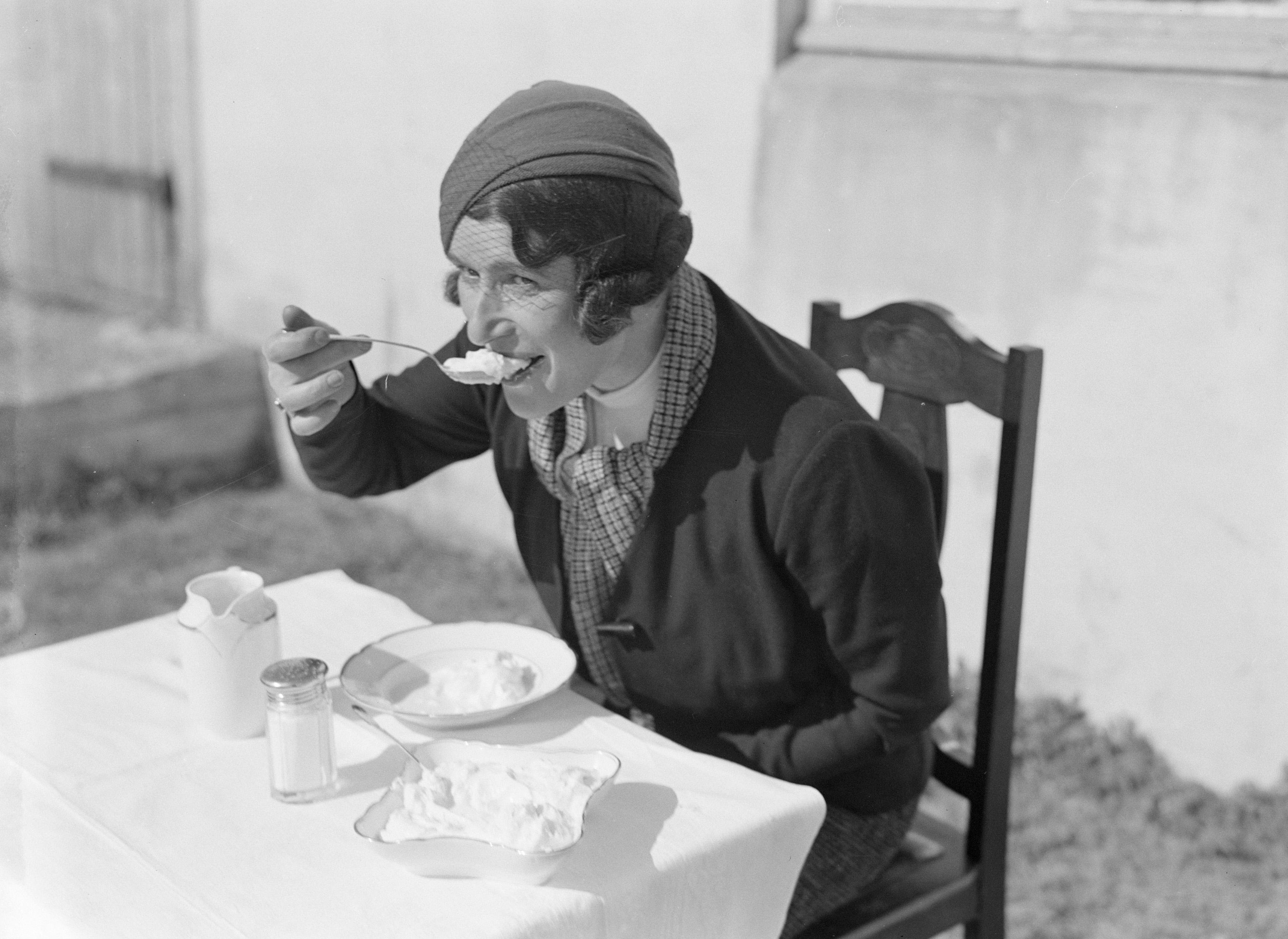
1934年、ドイツのジャーナリストが、スキールを食べている写真。

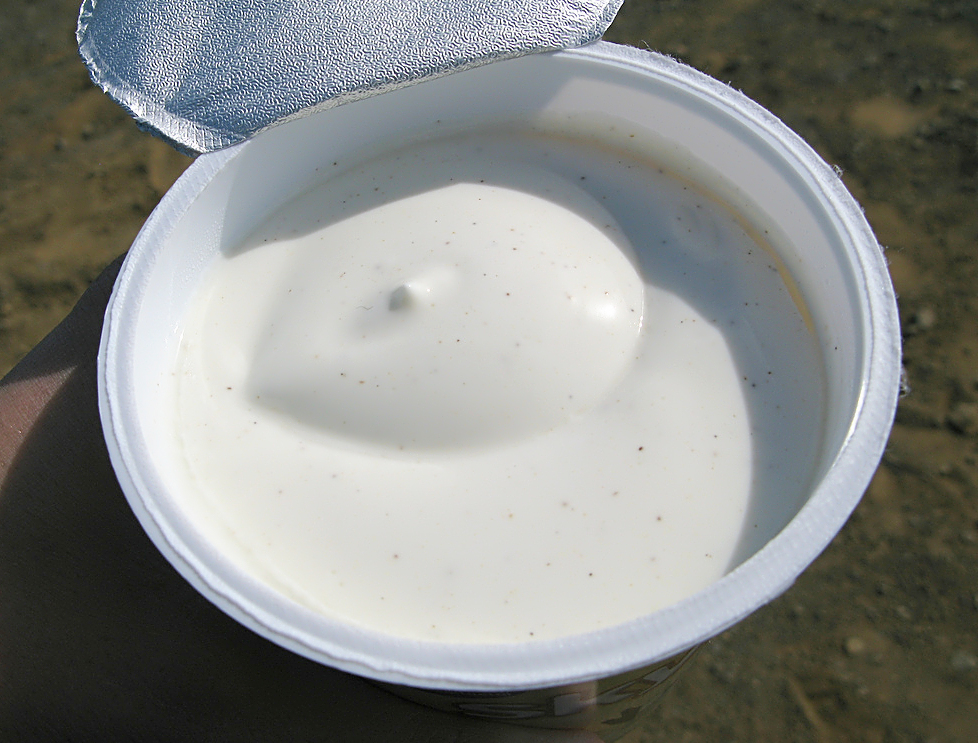
バニラスキール

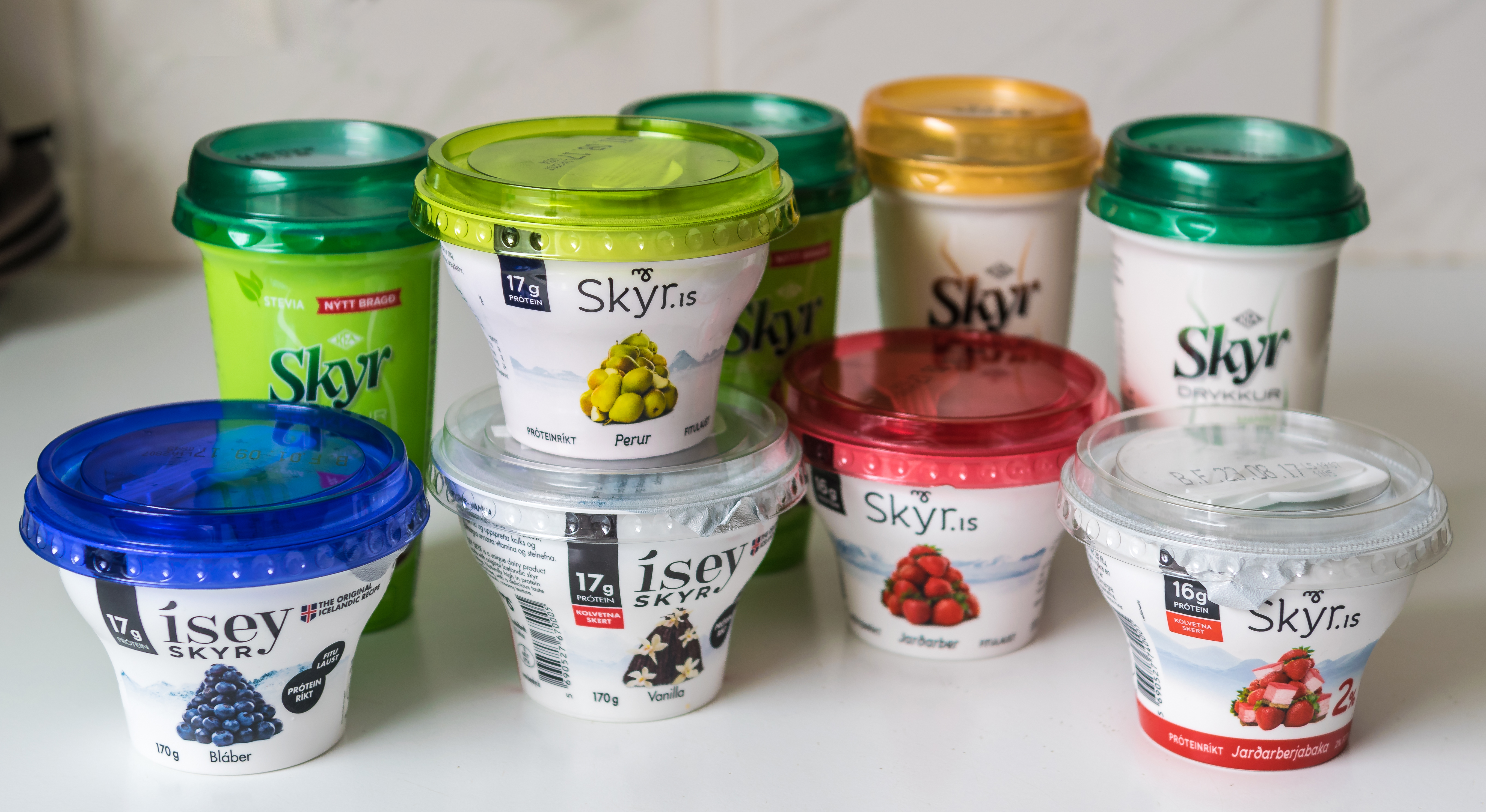
フレーバー付きの市販のスキール

スキールまたはスキル（アイスランド語: skyr）とは、アイスランド産のヨーグルト。ギリシャヨーグルトのような粘り気があり、ギリシャヨーグルトと同じく濾過することで乳清が取り除かれたヨーグルトである。厳密にはチーズの一種である。
アイスランドで何世紀にも渡って食されている 。蛋白質の比率は11％と各種乳製品のうちトップクラス（ヨーグルトは3～4％）である。アイスランドへの初期の移民が偶然発見した。冬場、肉類にスキムミルクをかけて保存食にしようとし、樽の周囲りで発酵してできた副産物を空腹をしのぐために食べたのが始まりといわれている。アイスランドの歴史において、飢饉から生き延びる救荒食としても役立った。市販のスキールには、バニラやフルーツなどのフレーバーが加えられているものが多い。
2020年からアイスランドの乳製品市場で9割のシェアを持つMSアイスランドデイリーズ (Mjólkursamsalan) 社からライセンス供与を受けて、日本ハム系列の日本ルナが「Ísey Skyr」（イーセイ スキル）の日本国内における製造・販売を行っている。

## 歴史
ヴァイキング時代からアイスランドの主食となっていたスキールは、エギルのサガやグレティルのサガなど、中世アイスランドの多くの資料に記載されている。だが、この時代の資料にはスキールに関する詳細な記述が存在しないため、現代のスキールとどの程度似ているのかは不明である。料理史家のHallgerður Gísladóttirは、スキールはアイスランド開拓時代にスカンディナヴィア全域で知られていたが、やがてアイスランド以外では忘れ去られていったと指摘している。
スキールという言葉は英語のshear（日本語: 切る）に関係しており、乳製品が液体のホエーと濃厚なスキールに分かれる様子を表している。

## 栄養価
スキールは、低脂肪乳を原料とした高タンパク・低脂肪の製品で、ブランドによって若干の違いがある。無味のスキールは、100gあたりおよそ13gのタンパク質、4gの炭水化物、0.2gの脂肪を含んでいる。

## 用途
スキールは通常、砂糖とクリームをかけて食べる。アイスランドの伝統的な料理には、スキールとお粥をほぼ同量ずつ混ぜたものがある。スキールは、ジャムやフルーツと混ぜてデザートにしたり、朝食時にシリアルと一緒に食べたり、夕食時に魚料理と一緒に食べる事が多い。チーズケーキのトッピングや、ミルクセーキやフルーツスムージーの材料としても使われている。

## 製法
スキールは、沸点に近い状態にしたスキムミルクを37℃まで冷却して作られる。温めた牛乳に、すでに製造されたスキールを少量加えることで酵母を入れて、レンネットを加えて凝固させ、 5時間発酵させた後、18℃まで冷却する。その後、布で濾して液体のホエーを取り除く。

## 販売
スキールはアイスランドで多く食される。アイスランド以外では、2005年にアメリカに輸出され、ホールフーズ・マーケットによって販売されたのが始まりで、その翌年デンマークとスコットランドでライセンス生産が開始された。アイスランドで最大の酪農組合であるMjólkursamsalanとその関係者は、いくつかの国で「skyr」を商標登録したが、「skyr」が「milk」と同様に一般的な用語であることが判明したため、後にこれは無効であると判断された。
アイスランド以外でのスキールの商業的流通は2010年代に増加し、スナックとして消費される低糖質、無脂肪、高タンパク質の製品としてマーケティングされた 。 2012年には、アイスランドのスキールの輸出の80%がフィンランドに、20%がアメリカに輸出された。2019年にはフィンランドで数多くのスキールパーラーがオープンした。